# 居达斯
居达斯（法語：Gudas，法語發音：[ɡydas]）是法国阿列日省的一个市镇，位于该省中部，属于帕米耶区。

## 地理
居达斯（43°0'32"N, 1°40'33"E）面积10.73 平方千米，位于法国奧克西塔尼大區阿列日省，该省份为法国西南部内陆省份，西部和北部与上加龙省接壤，东临奥德省，东南至东比利牛斯省接壤，南与安道尔和西班牙接壤。
与居达斯接壤的市镇（或旧市镇、城区）包括：莱尔姆、圣费利克斯-德里约托尔、圣让德韦日、塞居拉、旺特纳克、达卢。
居达斯的时区为UTC+01:00、UTC+02:00（夏令时）。

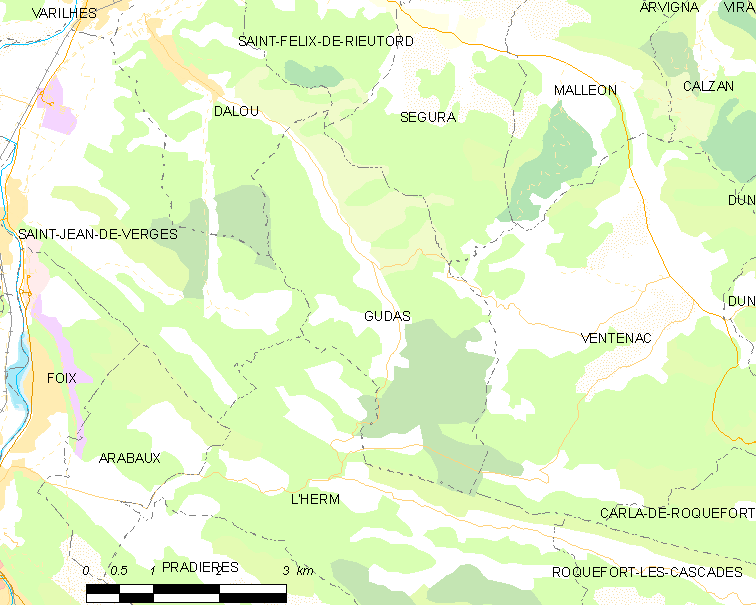
居达斯的OSM定位图

## 行政
居达斯的邮政编码为09120，INSEE市镇编码为09137。

## 政治
居达斯所属的省级选区为阿列日河谷县。

## 人口

1962-2008年间居达斯人口变化图示

居达斯于2022年1月1日时的人口数量为197人。